# Cheick Fayçal Traoré
Pour les articles homonymes, voir Traoré.
 (novembre 2023).
La mise en forme du texte ne suit pas les recommandations de Wikipédia : il faut le « wikifier ».
Les points d'amélioration suivants sont les cas les plus fréquents. Le détail des points à revoir est peut-être précisé sur la page de discussion.
- Les titres sont pré-formatés par le logiciel. Ils ne sont ni en capitales, ni en gras.
- Le texte ne doit pas être écrit en capitales (les noms de famille non plus), ni en gras, ni en italique, ni en « petit »…
- Le gras n'est utilisé que pour surligner le titre de l'article dans l'introduction, une seule fois.
- L'italique est rarement utilisé : mots en langue étrangère, titres d'œuvres, noms de bateaux, etc.
- Les citations ne sont pas en italique mais en corps de texte normal. Elles sont entourées par des guillemets français : « et ».
- Les listes à puces sont à éviter, des paragraphes rédigés étant largement préférés. Les tableaux sont à réserver à la présentation de données structurées (résultats, etc.).
- Les appels de note de bas de page (petits chiffres en exposant, introduits par l'outil «  Source ») sont à placer entre la fin de phrase et le point final[comme ça].
- Les liens internes (vers d'autres articles de Wikipédia) sont à choisir avec parcimonie. Créez des liens vers des articles approfondissant le sujet. Les termes génériques sans rapport avec le sujet sont à éviter, ainsi que les répétitions de liens vers un même terme.
- Les liens externes sont à placer uniquement dans une section « Liens externes », à la fin de l'article. Ces liens sont à choisir avec parcimonie suivant les règles définies. Si un lien sert de source à l'article, son insertion dans le texte est à faire par les notes de bas de page.
- La présentation des références doit suivre les conventions bibliographiques. Il est recommandé d'utiliser les modèles {{Ouvrage}}, {{Chapitre}}, {{Article}}, {{Lien web}} et/ou {{Bibliographie}}. Le mode d'édition visuel peut mettre en forme automatiquement les références.
- Insérer une infobox (cadre d'informations à droite) n'est pas obligatoire pour parachever la mise en page.

Pour une aide détaillée, merci de consulter Aide:Wikification.
Si vous pensez que ces points ont été résolus, vous pouvez retirer ce bandeau et améliorer la mise en forme d'un autre article.
Cheick Fayçal Traoré est conseiller politique régional de Interpeace, acteur de la société civile burkinabé. Il est également le président de l'Action Citoyenne pour le Développement et la paix, ancienne Association des jeunes pour le développement durable au Burkina Faso (AJDD).

## Biographie

### Enfance et études
Cheick Fayçal Traoré est né à Ouagadougou, au Burkina Faso. Il a fait ses études primaires et secondaires dans sa ville natale, où il a obtenu son baccalauréat. Il poursuivi ses études supérieures à l’Université de Ouagadougou, où il s’inscrit en histoire. Puis l’institut d’étude en management de Ouagadougou où il obtient une licence en management de projets. En 2018, il obtient un master en management de projets de développement à l’Ecole Robert Sorbon en France.

### Carrière professionnelle
Il a commencé sa carrière professionnelle en 2011 comme animateur principal de projet au sein du Mouvement Burkinabè pour le Développement et le Civisme (MBDC), une organisation de jeunesse qui vise la promotion des droits humains auprès de tous les acteurs en général, et en particulier la jeunesse. Il participe au projet d’appui au renforcement de la citoyenneté et à la participation des jeunes à la gouvernance locale dans dix communes du Burkina Faso, soutenu par l’ONG suédoise Diakonia.
En 2015, il est envoyé spécial du Premier Ministre auprès des Nations Unies pour représenter la jeunesse du Burkina Faso dans les négociations internationales sur l’implication des jeunes dans l’agenda Post-2015.
En 2019, il devient le point focal de l’organisation internationale pour la consolidation de la paix Interpeace au Burkina Faso, puis conseiller politique et plaidoyer.
En 2021, il est nommé représentant national de cette organisation internationale au Burkina Faso. Il est chargé de mettre en place et de superviser les activités de Interpeace dans le pays, en collaboration avec les acteurs nationaux et locaux. Il s’agit notamment de renforcer les capacités des communautés à prévenir et à résoudre les conflits, à favoriser le dialogue et la réconciliation, et à promouvoir une gouvernance inclusive et participative.
En octobre 2023, il est nommé conseiller politique régionale de Interpeace pour l'Afrique de l'ouest.

## Engagement social
Engagé sur le plan associatif depuis son enfance, il rejoint le parlement des enfants dès l'âge de 13 ans, où il représente pendant 8 ans les enfants de la province du Ganzourgou.
En 2009, Il devient président du parlement des jeunes du Burkina Faso ,. Une entité de représentation des jeunes est aussi une ecole de formation à la gestion des affaires publiques et à la démocratie.
En 2015, il poursuit son engagement en cofondant l'Association des Jeunes pour le Développement Durable au Burkina Faso (AJDD/BF) qui deviendra l'Action Citoyenne pour le Développement et la Paix (Action CiDeP) en 2023. Une association œuvre dans la promotion des enfants, des jeunes et des femmes à travers de nombreux projets. Le renforcement des capacités des jeunes et des femmes, la promotion du dialogue entre autorités et jeunes et la réalisation d'infrastructures sociales de base, sont à leur actif.
En 2017, il lance la campagne nationale de promotion du leadership féminin au Burkina Faso devenue Initiative Women Leadership in Africa (Initiative WoLAf), qui fait la promotion du dialogue intergénérationnel à travers un programme inédit de mentorat. Plus de 1 000 jeunes femmes sont déjà passées par ce programme et au moins 200 jeunes femmes ont bénéficié de l'accompagnement d'une trentaine de femmes modèles de réussite dans divers domaines d'activités,,,,.
Au nombre des mentors se trouvent la réalisatrice Apolline Traoré, le Pr Nde/Ouédraogo Nina Astrid ou encore la femme d'affaires Asseta Oubda. Le programme enregistre des succès, notamment des jeunes femmes d'impact comme la Yennenga 2022 concours de Canal +, Charifatou Ouedraogo, qui a été reconnue parmi des centaines de candidates comme ayant eu le plus d'impact pendant l'année ou encore la députée à l'Assemblée Législative de la Transition (ALT), Bénédicte Bailou.
Outre, il est le fondateur du centre d’expertise sur la jeunesse, l’entreprenariat, le genre et la participation citoyenne, A.kri, qui est une structure d’accompagnement à l’entreprenariat innovant, spécialisée en leadership et entrepreneuriat féminin, entrepreneuriat vert, innovation et transformation sociale des associations,,.
Depuis 2023, il est le Directeur de publication de la première web radio télé du pays dédiée et animée par les enfants Déni Voice. Ce media se veut une tribune pour les enfants, même pour les plus démunis, pour faire entendre leur voix sur les sujets qui les concernent,,.

## Distinctions
- Médaille du mérite national du Burkina Faso en 2020.
- Officier de l’ordre du mérite burkinabè, 2021
- Chevalier de l’ordre du mérite burkinabè, 2015[24]